# Сајлом Спрингс (Арканзас)
Сајлом Спрингс (енгл. Siloam Springs) град је у америчкој савезној држави Арканзас.

## Демографија
По попису из 2010. године број становника је 15.039, што је 4.196 (38,7%) становника више него 2000. године.
| Група             | 2000.         | 2010.          |
| Белци             | 8.521 (78,6%) | 10.314 (68,6%) |
| Афроамериканци    | 53 (0,5%)     | 119 (0,8%)     |
| Азијати           | 90 (0,8%)     | 234 (1,6%)     |
| Хиспаноамериканци | 1.518 (14,0%) | 3.128 (20,8%)  |
| Укупно            | 10.843        | 15.039         |